# WestLB

Logotipo de WestLB.

WestLB AG es un banco comercial europeo con base en Düsseldorf en Alemania que es parcialmente propiedad del estado alemán de Renania del Norte-Westfalia. Las letras LB en nombre indican Landesbank. Los Landesbanken son un grupo de bancos estatales únicos en Alemania. Están organizados regionalmente y su negocio es predominantemente de banca mayorista; sin embargo, en la actualidad el WestLB ya no puede considerarse más como Landesbank. 
El banco fue incorporado el 1 de enero de 1969. Los activos del grupo son de €288.100 millones a 31 de diciembre de 2008, (€292.100 millones a 30 de septiembre de 2006) con operaciones repartidas en once países en Europa, seis países en América, seis países en Asia, Australia y Sudáfrica, incluidas significantes operaciones de banca de inversión en Nueva York, Londres, Luxemburgo, Tokio y Hong Kong.

## Historia
WestLB es también la institución central de las cajas de ahorro en Renania del Norte Westfalia. El 30 de agosto de 2002, WestLB fue transformado en Aktiengesellschaft (sociedad anónima) y el 19 de julio de 2005, fue abolida la responsabilidad institucional y la responsabilidad de los garantes, permitiendo a la compañía concentrarse en operaciones comerciales. NRW.BANK ahora opera como Landesbank del Renania del Norte-Westfalia.
En febrero de 2008, cuando se inició la crisis financiera global, al WestLB le fueron traspasados €5.000 millones en garantía por el gobierno de Renania del Norte-Westfalia y un grupo de bancos locales. El banco fue reportado haber sufrido exposición a inversiones en créditos estructurados.
En noviembre de 2008 el consejo de administración del WestLB anunció que intentaría obtener garantías estatales de préstamos y miraría de obtener capital adicional de los fondos de rescate especialmente creados del gobierno alemán. También hay alguna idea de fusionar el WestLB con otros bancos estatales o reordenar los segmentos del WestLB en el sistema de bancos estatales alemanes.
En noviembre de 2009, 85.000 millones en (activos problemáticos fueron transferidos del WestLB a uno de los llamados "bancos malos", Erste Abwicklungsanstalt (EAA).

## Accionistas
Los accionistas a 10 de mayo de 2009 son los siguientes:
- 30.862% NRW.BANK (también parcialmente propiedad del estado de Renania del Norte-Westfalia)
- 25.032% Sparkassen- und Giroverband Renania
- 25.032% Sparkassen- und Giroverband Westfalen-Lippe
- 17.766% Renania del Norte-Westfalia[6]